# Aeschynanthus rhodophyllus
Aeschynanthus rhodophyllus är en tvåhjärtbladig växtart som beskrevs av Friedrich Fritz Wilhelm Ludwig Kraenzlin. Aeschynanthus rhodophyllus ingår i släktet Aeschynanthus och familjen Gesneriaceae. Inga underarter finns listade i Catalogue of Life.